# Campionato mondiale di football americano femminile 2017
Il campionato mondiale di football americano femminile 2017, terza edizione di tale competizione (Women's World Championship), si è tenuto a Langley, in Canada, dal 24 al 30 giugno 2017 ed è stato vinto dagli Stati Uniti.
È stato organizzato dalla fazione IFAF con sede a New York.

## Stadi
Distribuzione degli stadi del campionato mondiale di football americano femminile 2017
| Langley                | McLeod Stadium (Langley) |
| ---------------------- | ------------------------ |
| McLeod Stadium         | McLeod Stadium (Langley) |
| 49°06′14″N 122°39′24″W | McLeod Stadium (Langley) |
| Capacità:              | McLeod Stadium (Langley) |

## Partecipanti
| Pr. | Squadra                    | Data di qualificazione | Qualificata in quanto      | Ultima partecipazione |
| --- | -------------------------- | ---------------------- | -------------------------- | --------------------- |
| 1   | Stati Uniti (USA Football) |                        | 1ª class. al Mondiale 2013 | Finlandia 2013        |
| 2   | Canada                     |                        | Nazione organizzarice      | Finlandia 2013        |
| 3   | Finlandia                  |                        |                            | Finlandia 2013        |
| 4   | Messico                    |                        |                            | Esordiente            |
| 5   | Gran Bretagna              |                        |                            | Esordiente            |
| 6   | Australia                  |                        |                            | Esordiente            |

## Prima fase

### Incontri
| Langley 24 giugno 2017, ore 11:30 Incontro 1 | Finlandia | 21 – 27 (7-7 0-6 7-8 7-6) referto | Gran Bretagna | McLeod Stadium |

| Langley 24 giugno 2017, ore 15:30 Incontro 2 | Stati Uniti | 29 – 0 (0-0 16-0 7-0 6-0) referto | Messico | McLeod Stadium |

| Langley 24 giugno 2017, ore 19:30 Incontro 3 | Canada | 31 – 6 (3-0 14-0 7-6 7-0) referto | Australia | McLeod Stadium |

| Langley 27 giugno 2017, ore 11:30 Incontro 4 | Australia | 10 – 31 (0-7 2-0 8-12 0-12) referto | Messico | McLeod Stadium |

| Langley 27 giugno 2017, ore 15:30 Incontro 5 | Stati Uniti | 48 – 0 (0-0 21-0 20-0 7-0) referto | Finlandia | McLeod Stadium |

| Langley 27 giugno 2017, ore 19:30 Incontro 6 | Canada | 35 – 0 (0-0 21-0 7-0 7-0) referto | Gran Bretagna | McLeod Stadium |

### Classifica
Nelle tabelle: P.ti = Punti; % = Percentuale di vittorie; G = Incontri giocati; V = Vittorie; P = Pareggi; S = Sconfitte; PF = Punti fatti; PS = Punti subiti; DP = Differenza punti.
| Squadra       | P.ti | %     | G | V | P | S | PF | PS | DP  |
| ------------- | ---- | ----- | - | - | - | - | -- | -- | --- |
| Stati Uniti   | 6    | 1.000 | 2 | 2 | 0 | 0 | 77 | 0  | +77 |
| Canada        | 6    | 1.000 | 2 | 2 | 0 | 0 | 66 | 6  | +60 |
| Messico       | 3    | 0.500 | 2 | 1 | 0 | 1 | 31 | 39 | -8  |
| Gran Bretagna | 3    | 0.500 | 2 | 1 | 0 | 1 | 27 | 56 | -29 |
| Finlandia     | 0    | 0.000 | 2 | 0 | 0 | 2 | 21 | 75 | -54 |
| Australia     | 0    | 0.000 | 2 | 0 | 0 | 2 | 16 | 62 | -46 |

## Finali

### Finale per il 5º posto
| Langley 30 giugno 2017, ore 11:30 Incontro 7 | Finlandia    | 35 – 0 (7-0 7-0 13-0 8-0) | Australia | McLeod Stadium\| Arbitro: \| Pete Parsons \| |
| Arbitro:                                     | Pete Parsons |                           |           |                                              |

### Finale per il 3º posto
| Langley 30 giugno 2017, ore 15:30 Incontro 8 | Gran Bretagna | 8 – 19 (0-7 8-6 0-6 0-0) | Messico | McLeod Stadium |

### Finale
| Langley 30 giugno 2017, ore 19:30 Incontro 9 | Stati Uniti   | 41 – 16 (14-3 7-6 6-7 14-0) | Canada | McLeod Stadium\| Arbitro: \| Keith Wickham \| |
| Arbitro:                                     | Keith Wickham |                             |        |                                               |

## Campione
| Campione del Mondo 2017 Stati Uniti USA-F (3º titolo) |

## Marcatrici
| Giocatore        | Naz.        | TD rush | TD recv | TD int | TD p.ret | TD k.ret | TD oth | Xp1 | Xp2 | FG | Saf | Totale |
| ---------------- | ----------- | ------- | ------- | ------ | -------- | -------- | ------ | --- | --- | -- | --- | ------ |
| Springer         | Stati Uniti | 6       | 0       | 0      | 0        | 0        | 0      | 0   | 2   | 0  | 0   | 40     |
| Sowers           | Stati Uniti | 0       | 5       | 0      | 1        | 0        | 0      | 0   | 0   | 0  | 0   | 36     |
| Brickhouse       | Stati Uniti | 5       | 0       | 0      | 0        | 0        | 0      | 0   | 1   | 0  | 0   | 32     |
| Bruun            | Finlandia   | 4       | 0       | 0      | 0        | 0        | 0      | 0   | 2   | 0  | 0   | 28     |
| Erdmann          | Germania    | 3       | 0       | 0      | 1        | 0        | 0      | 0   | 0   | 0  | 0   | 24     |
| Wahlberg         | Finlandia   | 2       | 1       | 0      | 0        | 0        | 0      | 0   | 1   | 0  | 0   | 20     |
| Paetsch          | Canada      | 3       | 0       | 0      | 0        | 0        | 0      | 0   | 0   | 0  | 0   | 18     |
| A. Smith         | Stati Uniti | 0       | 2       | 0      | 0        | 0        | 0      | 0   | 1   | 0  | 0   | 14     |
| Williams         | Stati Uniti | 0       | 0       | 0      | 0        | 0        | 0      | 14  | 0   | 0  | 0   | 14     |
| Kuosmanen        | Finlandia   | 0       | 2       | 0      | 0        | 0        | 0      | 0   | 0   | 0  | 0   | 12     |
| Grisafe          | Stati Uniti | 2       | 0       | 0      | 0        | 0        | 0      | 0   | 0   | 0  | 0   | 12     |
| E. Hinders       | Svezia      | 1       | 0       | 0      | 0        | 1        | 0      | 0   | 0   | 0  | 0   | 12     |
| Konecny          | Austria     | 0       | 2       | 0      | 0        | 0        | 0      | 0   | 0   | 0  | 0   | 12     |
| M. Scott         | Germania    | 2       | 0       | 0      | 0        | 0        | 0      | 0   | 0   | 0  | 0   | 12     |
| Weimann          | Stati Uniti | 1       | 1       | 0      | 0        | 0        | 0      | 0   | 0   | 0  | 0   | 12     |
| S. Shockley      | Stati Uniti | 2       | 0       | 0      | 0        | 0        | 0      | 0   | 0   | 0  | 0   | 12     |
| Duvinage         | Germania    | 1       | 0       | 0      | 0        | 0        | 0      | 2   | 0   | 0  | 0   | 8      |
| Persson          | Svezia      | 0       | 1       | 0      | 0        | 0        | 0      | 0   | 0   | 0  | 1   | 8      |
| J. Blum          | Stati Uniti | 0       | 1       | 0      | 0        | 0        | 0      | 0   | 0   | 0  | 0   | 6      |
| Welniak          | Stati Uniti | 0       | 0       | 1      | 0        | 0        | 0      | 0   | 0   | 0  | 0   | 6      |
| J. De Guise      | Canada      | 0       | 0       | 1      | 0        | 0        | 0      | 0   | 0   | 0  | 0   | 6      |
| Laine            | Finlandia   | 1       | 0       | 0      | 0        | 0        | 0      | 0   | 0   | 0  | 0   | 6      |
| T. Grabher       | Austria     | 0       | 1       | 0      | 0        | 0        | 0      | 0   | 0   | 0  | 0   | 6      |
| J. Suhonen       | Finlandia   | 1       | 0       | 0      | 0        | 0        | 0      | 0   | 0   | 0  | 0   | 6      |
| O. Pickett       | Stati Uniti | 1       | 0       | 0      | 0        | 0        | 0      | 0   | 0   | 0  | 0   | 6      |
| M. Gallegos      | Stati Uniti | 1       | 0       | 0      | 0        | 0        | 0      | 0   | 0   | 0  | 0   | 6      |
| C. Klupper       | Austria     | 1       | 0       | 0      | 0        | 0        | 0      | 0   | 0   | 0  | 0   | 6      |
| C. Friedl        | Austria     | 0       | 1       | 0      | 0        | 0        | 0      | 0   | 0   | 0  | 0   | 6      |
| M. Karlsson      | Svezia      | 1       | 0       | 0      | 0        | 0        | 0      | 0   | 0   | 0  | 0   | 6      |
| Salo             | Finlandia   | 0       | 0       | 0      | 0        | 0        | 0      | 0   | 2   | 0  | 0   | 4      |
| A. Wilson        | Stati Uniti | 0       | 0       | 0      | 0        | 0        | 0      | 0   | 1   | 0  | 0   | 2      |
| M. T. Michelitch | Austria     | 0       | 0       | 0      | 0        | 0        | 0      | 0   | 1   | 0  | 0   | 2      |
| M. Gerstl        | Austria     | 0       | 0       | 0      | 0        | 0        | 0      | 0   | 1   | 0  | 0   | 2      |
| T. Shannon       | Canada      | 0       | 0       | 0      | 0        | 0        | 0      | 2   | 0   | 0  | 0   | 2      |
| Adams            | Stati Uniti | 0       | 0       | 0      | 0        | 0        | 0      | 0   | 0   | 0  | 1   | 2      |
| S. Maple         | Stati Uniti | 0       | 0       | 0      | 0        | 0        | 0      | 1   | 0   | 0  | 0   | 1      |

## Passer rating
La classifica tiene in considerazione soltanto le quarterback con almeno 10 lanci effettuati.
| Giocatrice  | Naz.        | G | Att | Comp | Int | Yds | TD | NFL    | NCAA   |
| ----------- | ----------- | - | --- | ---- | --- | --- | -- | ------ | ------ |
| Schmidt     | Stati Uniti | 3 | 17  | 15   | 0   | 191 | 3  | 153,06 | 240,85 |
| Grisafe     | Stati Uniti | 3 | 22  | 12   | 0   | 309 | 1  | 114,77 | 187,53 |
| Wahlberg    | Finlandia   | 3 | 36  | 13   | 0   | 290 | 2  | 84,26  | 122,11 |
| Strbrny     | Austria     | 3 | 23  | 10   | 2   | 136 | 3  | 66,30  | 118,8  |
| Duvinage    | Germania    | 3 | 42  | 13   | 1   | 164 | 0  | 34,23  | 58,99  |
| Ashraf      | Canada      | 3 | 33  | 7    | 1   | 87  | 0  | 26,96  | 37,30  |
| P. Marrara  | Austria     | 3 | 31  | 8    | 2   | 52  | 1  | 23,45  | 37,64  |
| M. Karlsson | Svezia      | 3 | 45  | 14   | 5   | 96  | 1  | 8,33   | 34,14  |
| Buczylowski | Germania    | 3 | 19  | 7    | 2   | 38  | 0  | 5,70   | 32,59  |
| M. Gallegos | Stati Uniti | 2 | 6   | 4    | 0   | 36  | 1  | 122,22 | 172,07 |
| J. Taylor   | Canada      | 1 | 1   | 1    | 0   | 21  | 0  | 118,75 | 276,40 |
| A. Mohr     | Canada      | 1 | 1   | 1    | 0   | 10  | 0  | 108,33 | 184    |
| G. Gruber   | Austria     | 3 | 4   | 2    | 0   | 11  | 0  | 56,25  | 73,10  |
| Bruun       | Finlandia   | 3 | 1   | 0    | 0   | 0   | 0  | 39,58  | 0      |
| M. Gerstl   | Austria     | 3 | 1   | 0    | 0   | 0   | 0  | 39,58  | 0      |
| A. Eyfferth | Germania    | 3 | 8   | 0    | 1   | 0   | 0  | 0      | -25    |